# Deporte en Bélgica

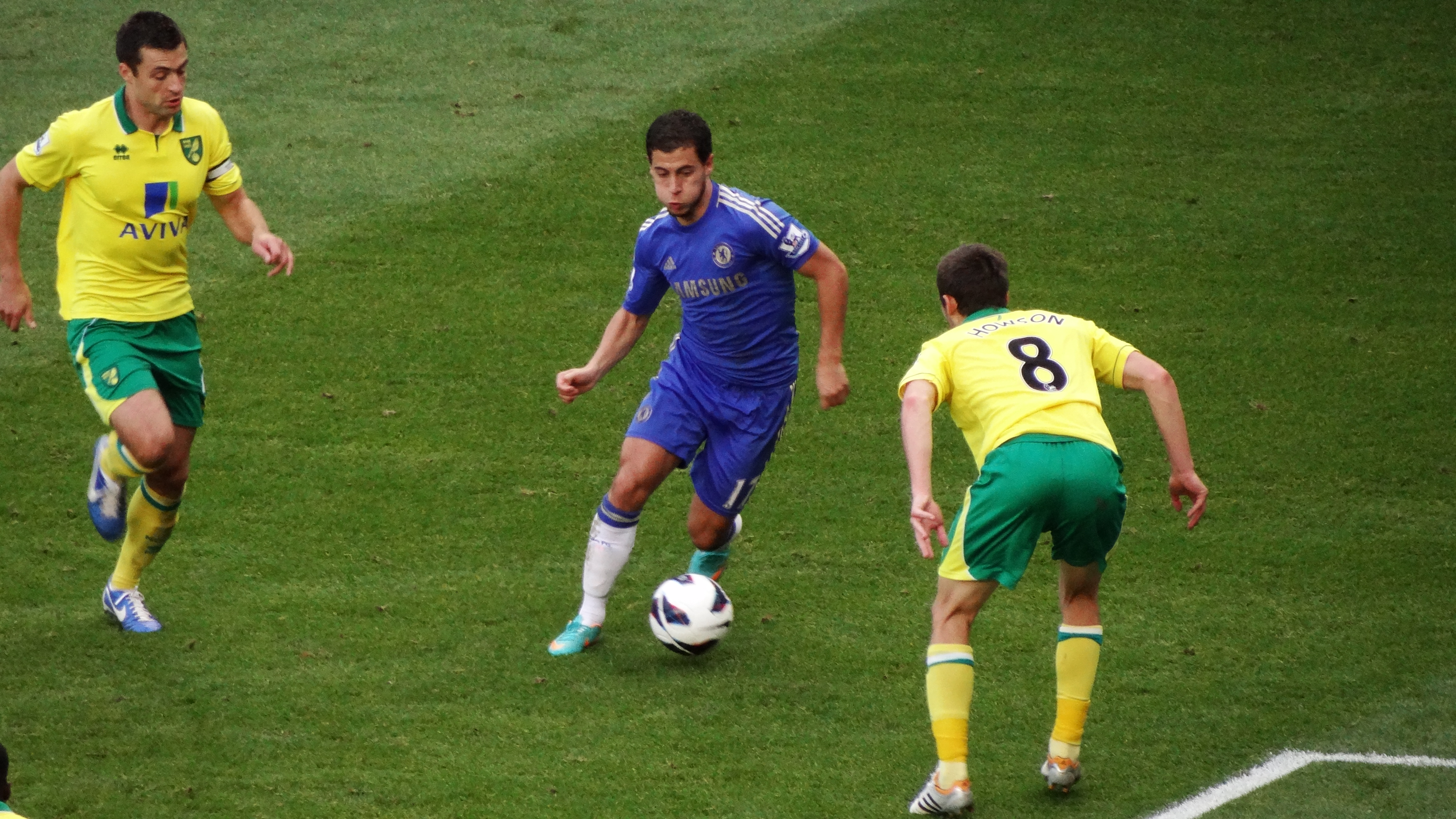
Eden Hazard, futbolista del Real Madrid de España

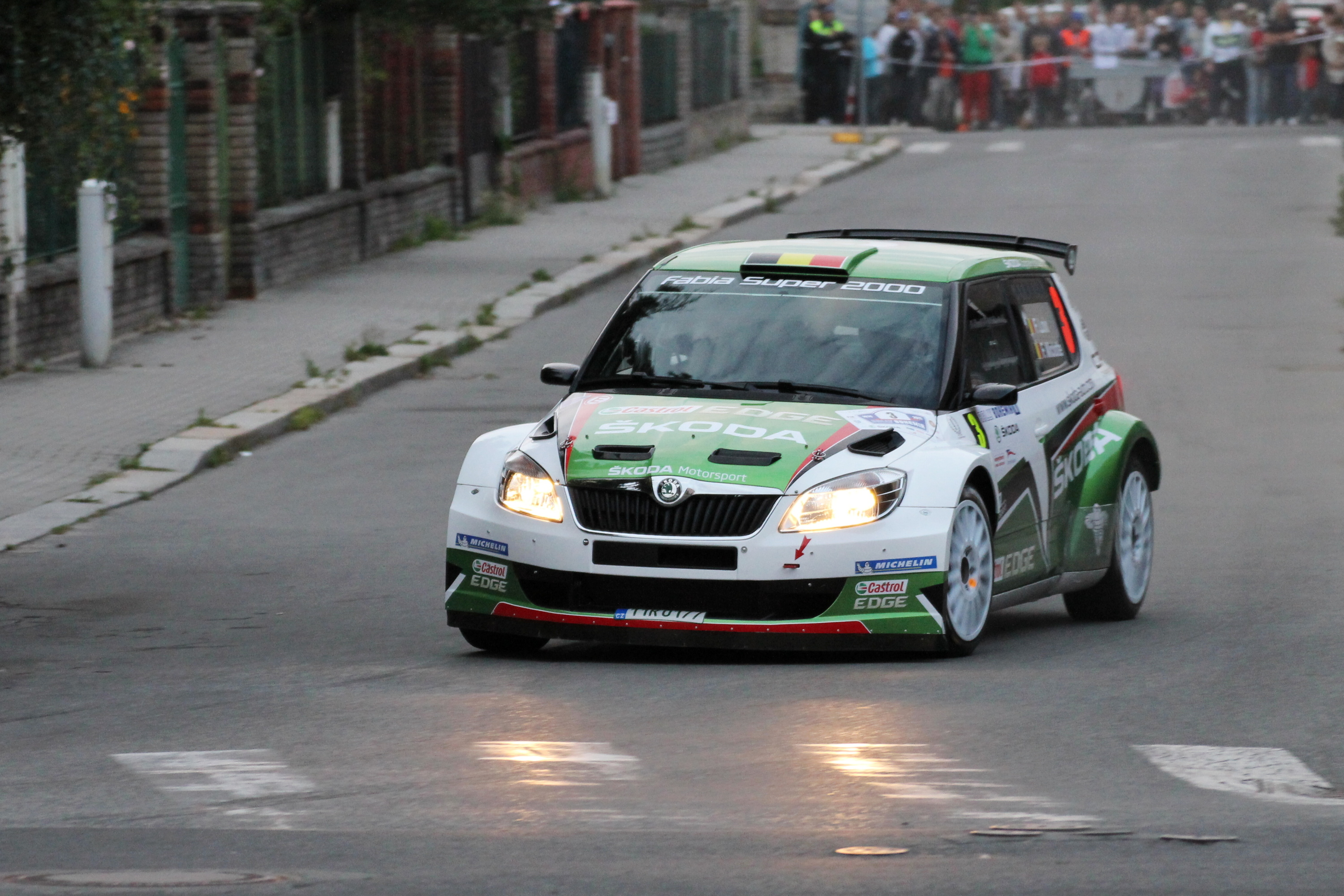
Freddy Loix, nueve veces ganador del Rally de Ypres

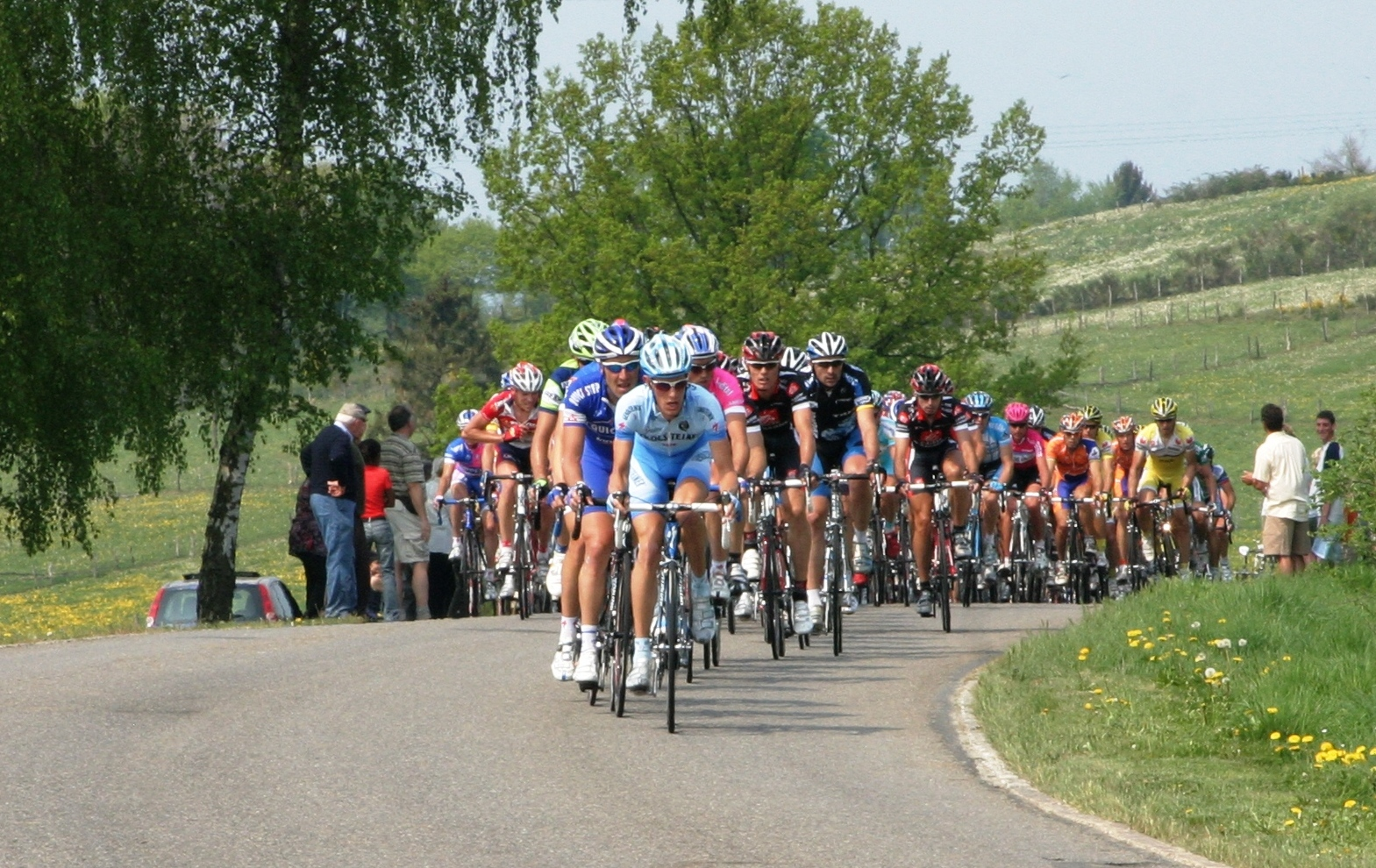
La Lieja-Bastoña-Lieja es uno de los monumentos del ciclismo de ruta

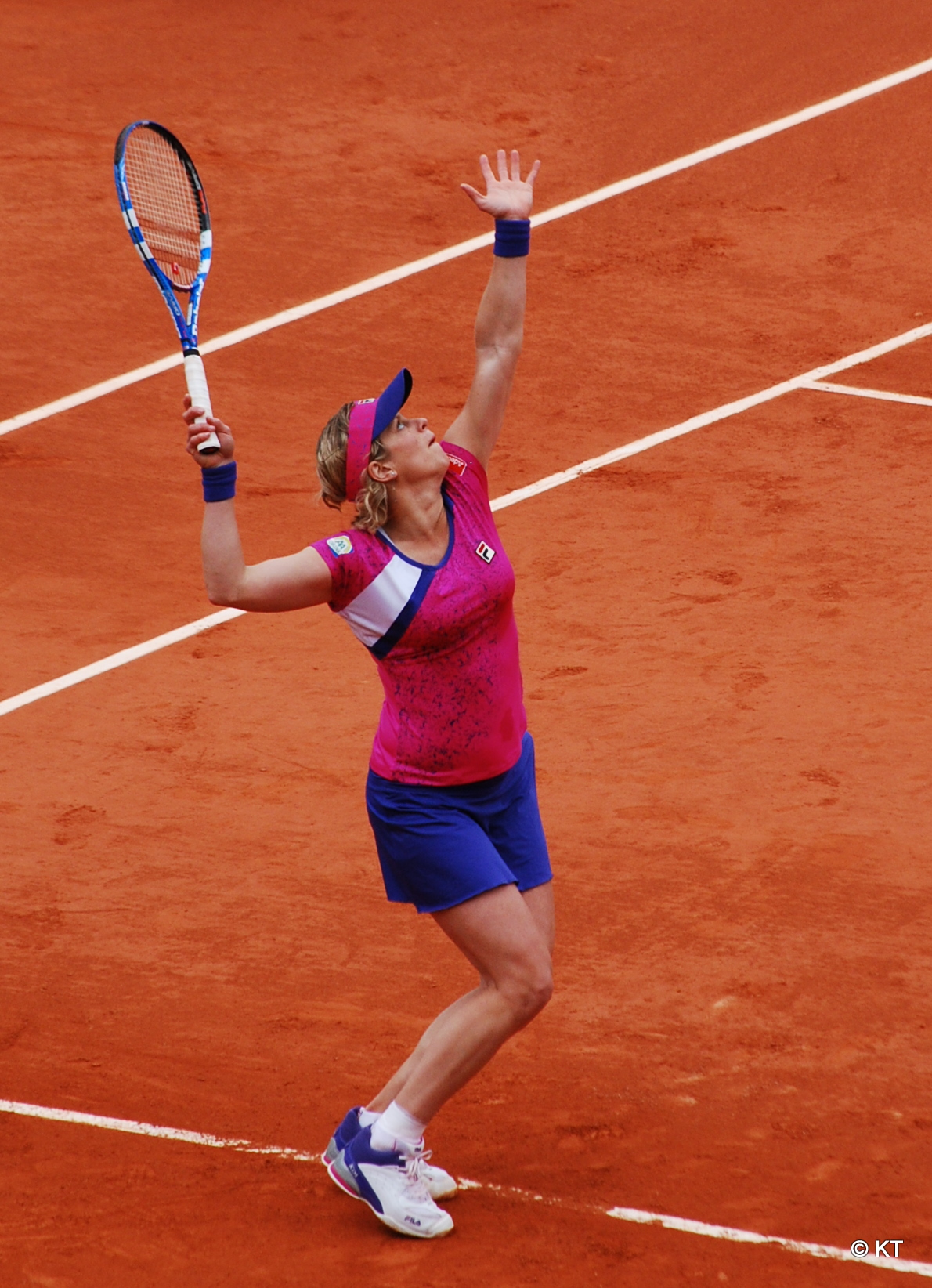
Kim Clijsters, tenista ganadora de cuatro torneos de Grand Slam

El deporte tiene una gran nivel de popularidad en Bélgica, en particular el fútbol, ciclismo, tenis y automovilismo. Además, el país se ha destacado internacionalmente en ciclismo y automovilismo. En numerosos deportes existen federaciones francófonas y neerlandófonas, que se aglutinan en la Adeps y la Bloso respectivamente.

## Por deporte

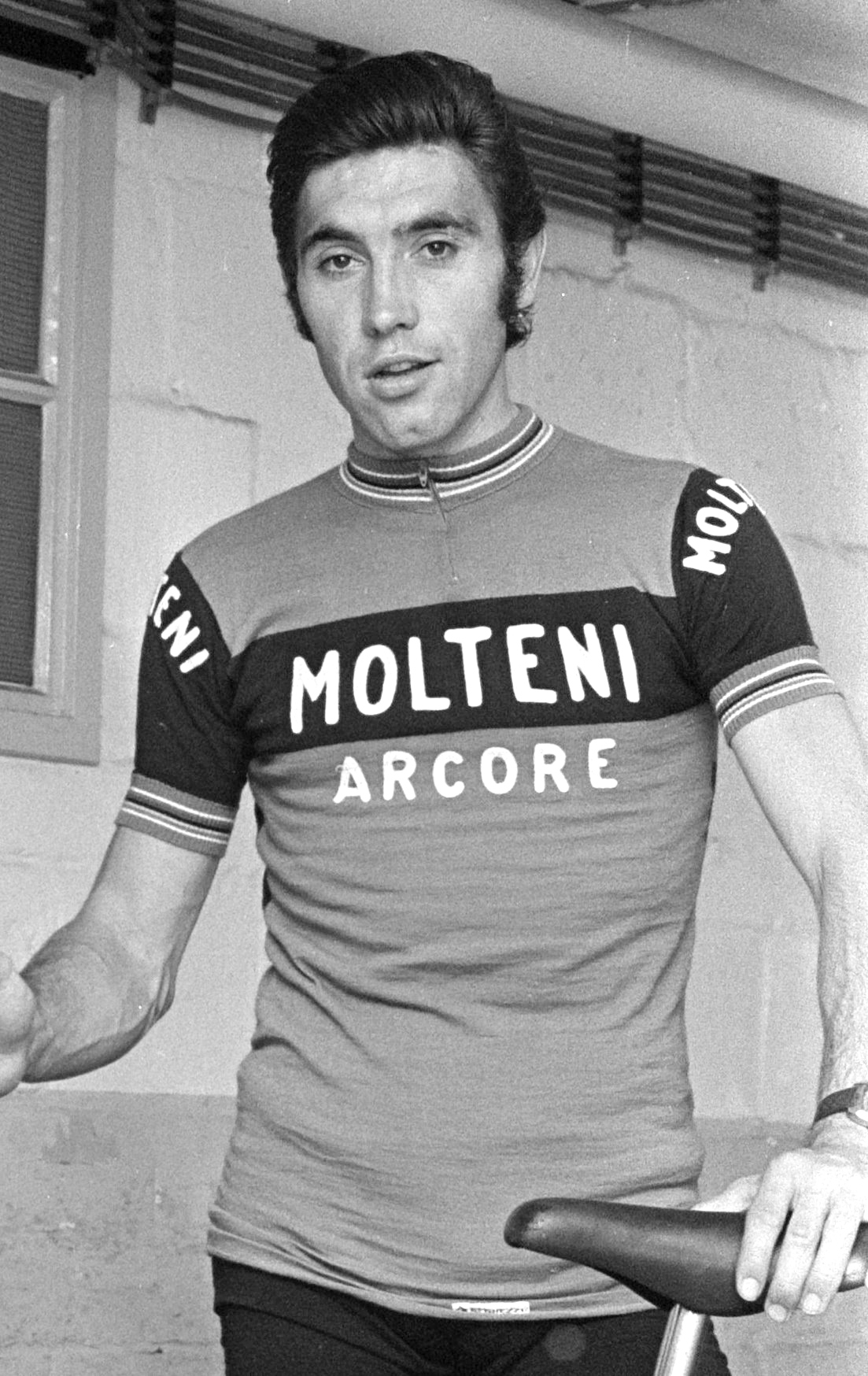
Eddy Merckx, ciclista dominante del pelotón internacional y líder del equipo Molteni, 1973.

### Fútbol
La Primera División se comenzó a disputar en 1895. Los tres equipos grandes son el Anderlecht, Brujas y Standard Lieja, quienes han dominado la liga a partir de la década de 1950. En campeonatos europeos, el Andrelecht ganó dos Recopas de Europa y una Copa de la UEFA, en tanto que Brujas fue subcampeón de la Liga de Campeones de la UEFA.
La selección de fútbol de Bélgica se confirmó por primera vez en 1904. Ha clasificado doce veces a la Copa Mundial de la FIFA, logrando el tercer puesto en 2018, y cuatro ediciones de la Eurocopa, en la que obtuvo el segundo puesto en 1980. Asimismo, obtuvo el primer puesto en los Juegos Olímpicos de 1920 y el cuarto puesto en 2008.
Algunos de los futbolistas destacados de Bélgica han sido Bernard Voorhoof, Raymond Braine, Paul Van Himst, Wilfried Van Moer, Jean-Marie Pfaff, Eric Gerets, Franky Vercauteren, Jan Ceulemans, Michel Preud'homme, Enzo Scifo, Luc Nilis, Daniel Van Buyten, Vincent Kompany, Eden Hazard, Kevin De Bruyne, Thibaut Courtois y Romelu Lukaku entre otros.
Bélgica fue sede de la Eurocopa de 1972 y 2000, y de la final de la Liga de Campeones de la UEFA de 1958, 1966, 1974 y 1985.

### Ciclismo
El ciclismo es uno de los deportes más populares de Bélgica. El país es potencia mundial en ciclismo de ruta, y cuenta con ciclistas destacados en pista, montaña y ciclocrós.
El ciclista más destacado del país fue Eddy Merckx, múltiple ganador de las Grandes Vueltas de ruta y el Campeonato Mundial de Ciclismo en Ruta. Otros ciclistas destacados han sido Philippe Thys, Gaston Rebry, George Ronsse, Alphonse Schepers, Jean Aerts, Sylvère Maes, Gustaaf Deloor, Albéric Schotte, Rik Van Steenbergen, Fred De Bruyne, Rik Van Looy, Walter Godefroot, Herman Van Springel, Lucien Van Impe, Roger De Vlaeminck, Michel Pollentier, Freddy Maertens, Claude Criquielion, Eddy Planckaert, Johan Museeuw, Peter van Petegem, Tom Boonen, Philippe Gilbert y Greg Van Avermaet. Sin embargo, la última victoria de un belga en Grandes Vueltas fue en 1978. El país cuenta con dos equipos de máxima categoría: Quick Step y Lotto Soudal.
Dos de los cinco monumentos del ciclismo se realizan en Bélgica: el Tour de Flandes y la Lieja-Bastoña-Lieja. Otras carreras de ruta de un día son la Flecha Valona, la Gante-Wevelgem y la París-Bruselas. La principal carrera semanal es el Tour de Benelux. El país alberga numerosas carreras del UCI Europe Tour, varias de las cuales integran la Copa de Bélgica de Ciclismo. Por otra parte, la Bélgica ha albergado la partida del Tour de Francia de 1958, 1975, 2004, 2012 y 2019.
Bélgica ha albergado 13 ediciones del Campeonato Mundial de Ciclismo en Pista, más recientemente en el Sportpaleis de Amberes y el Vlaams Wielercentrum Eddy Merckx de Gante. En tanto, la carrera de los Seis días de Gante se realiza en el velódromo de Kuipke.

### Tenis
Las tenistas Justine Henin y Kim Clijsters fueron número 1 en la clasificación mundial. Henin ganó siete torneos de Grand Slam y la medalla de oro en los Juegos Olímpicos de Atenas 2004, en tanto que Clijsters fue campeona de tres ediciones del Abierto de los Estados Unidos y una del Abierto de Australia. Ellas también lideraron el equipo de Fed Cup de Bélgica que obtuvo el título en 2001 y el segundo puesto en 2006.
En la rama masculina, David Goffin fue ganador del Torneo de Tokio 2017 y finalista del ATP World Tour Finals 2017. Además, el equipo de Copa Davis de Bélgica fue subcampeón en 1904, 2015 y 2017.
La WTA realizó torneos en Bélgica entre 1987 y 2008: el Abierto de Bélgica y el Torneo de Amberes. En 2015 Amberes retornó al calendario de la WTA.

### Deportes de motor
Spa-Francorchamps es uno de los circuitos de carreras más prestigiosos del mundo, donde se ha realizado el Gran Premio de Bélgica de Fórmula 1,  el Gran Premio de Bélgica del Campeonato Mundial de Motociclismo, los 1000 km de Spa-Francorchamps del Campeonato Mundial de Resistencia, y las 24 Horas de Spa del Campeonato Europeo de Turismos, Campeonato Mundial de Turismos y Campeonato FIA GT.
Jacky Ickx fue subcampeón de Fórmula 1, dos veces ganador del Campeonato Mundial de Resistencia, y seis veces ganador de las 24 Horas de Le Mans. Otros pilotos destacados en resistencia han sido Olivier Gendebien, Eric van de Poele, Thierry Boutsen y Maxime Martin. Stoffel Vandoorne ha sido el último piloto belga en debutar y puntuar en la Fórmula 1.
Bélgica ha tenido varios motociclistas destacados en el Campeonato Mundial de Motocross, entre ellos Roger De Coster, Stefan Everts, Georges Jobé, Joël Smets y Gaston Rahier.
El país tiene una larga tradición en el rally. Su principal carrera es el Rally de Ypres, puntuable para el Campeonato Europeo de Rally. En el Campeonato Mundial de Rally se han destacado los pilotos François Duval, Freddy Loix, Thierry Neuville y Bruno Thiry.
Ickx fue ganador absoluto del Rally Dakar en automóviles y Rahier en motocicletas.

### Otros deportes
La selección masculina de hockey sobre hierba ganó el Campeonato Mundial de 2018, el Campeonato Europeo de 2019 y el oro en los JJOO de Tokio 2020 (a la vez que fue medallista en Río de Janeiro 2016 y Amberes 1920). En tanto, la selección femenina de hockey sobre hierba ha sido medallista en el Campeonato Mundial de 1978 y el Campeonato Europeo de 2017.
El Memorial Van Damme es uno de los torneos de atletismo anuales más prestigiosos del mundo, y actualmente está en el calendario de la Liga de Diamante.
Nicolas Colsaerts y Thomas Pieters han representado a Europa en la Ryder Cup de golf.

## Juegos Olímpicos
La delegación belga ha logrado 37 medallas de oro y 142 totales en los juegos de verano. Se ubica en el tercer puesto histórico en tiro con arco, décimo en ciclismo, decimosegundo en esgrima y decimotercero en equitación.
En los juegos de invierno ha conseguido dos medallas en patinaje artístico, dos en bobsleigh y una en patinaje de velocidad.
La ciudad de Amberes fue sede de los Juegos Olímpicos de Verano de Juegos Olímpicos de 1920.

## Selecciones nacionales
- Selección de baloncesto de Bélgica
- Selección de fútbol de Bélgica
- Selección femenina de fútbol de Bélgica
- Selección masculina de hockey sobre hierba de Bélgica
- Selección femenina de hockey sobre hierba de Bélgica
- Selección de voleibol de Bélgica
- Equipo de Copa Davis de Bélgica
- Equipo de Fed Cup de Bélgica